# Подхом
Подхом (словен. Podhom) — поселення в общині Горє, Горенський регіон, Словенія. Висота над рівнем моря: 562,1 м.